# 雜色斯氏脂䲁
雜色斯氏脂䲁（學名：Starksia variabilis），為輻鰭魚綱䲁形目脂䲁科斯氏脂䲁屬的一個種，分布於中西大西洋哥倫比亞海域，深度0至20公尺，本魚體長，扁平，頭鈍，眼、鼻孔和頸背觸鬚不分支，鼻觸鬚最長，背鰭硬棘與鰭條之間有缺刻，雄魚第一臀鰭棘長與鰭的其餘部分分離，變為性器官，側線連續，前段拱起，後段直，側線鱗片17枚，頰部深色，從眼後到鰓蓋有一條淺色網狀條紋，嘴唇有黑色條紋，兩眼之間的頭頂白色，前2個背鰭棘之間有一個深褐色斑點，背鰭硬棘20-21枚、背鰭軟條8枚、臀鰭硬棘2枚、臀鰭軟條17-18枚，體長可達3.3公分，棲息在岩礁區，生活習性不明。